# Albert Frey (oficial da SS)
Albert Frey (16 de fevereiro de 1913 - 1 de setembro de 2003) foi um oficial alemão que serviu na Waffen-SS durante a Segunda Guerra Mundial. Foi condecorado com a Cruz de Cavaleiro da Cruz de Ferro com Folhas de Carvalho.

## Condecorações
| Cruz de Ferro (1939) 2ª Classe                                   | 25 de setembro de 1939 |
| Cruz de Ferro (1939) 1ª Classe                                   | 30 de junho de 1940    |
| Cruz Germânica em Ouro                                           | 17 de novembro de 1941 |
| Cruz de Cavaleiro da Cruz de Ferro                               | 3 de março de 1943     |
| Cruz de Cavaleiro da Cruz de Ferro com Folhas de Carvalho nº 359 | 29 de dezembro de 1943 |